# Пороховница

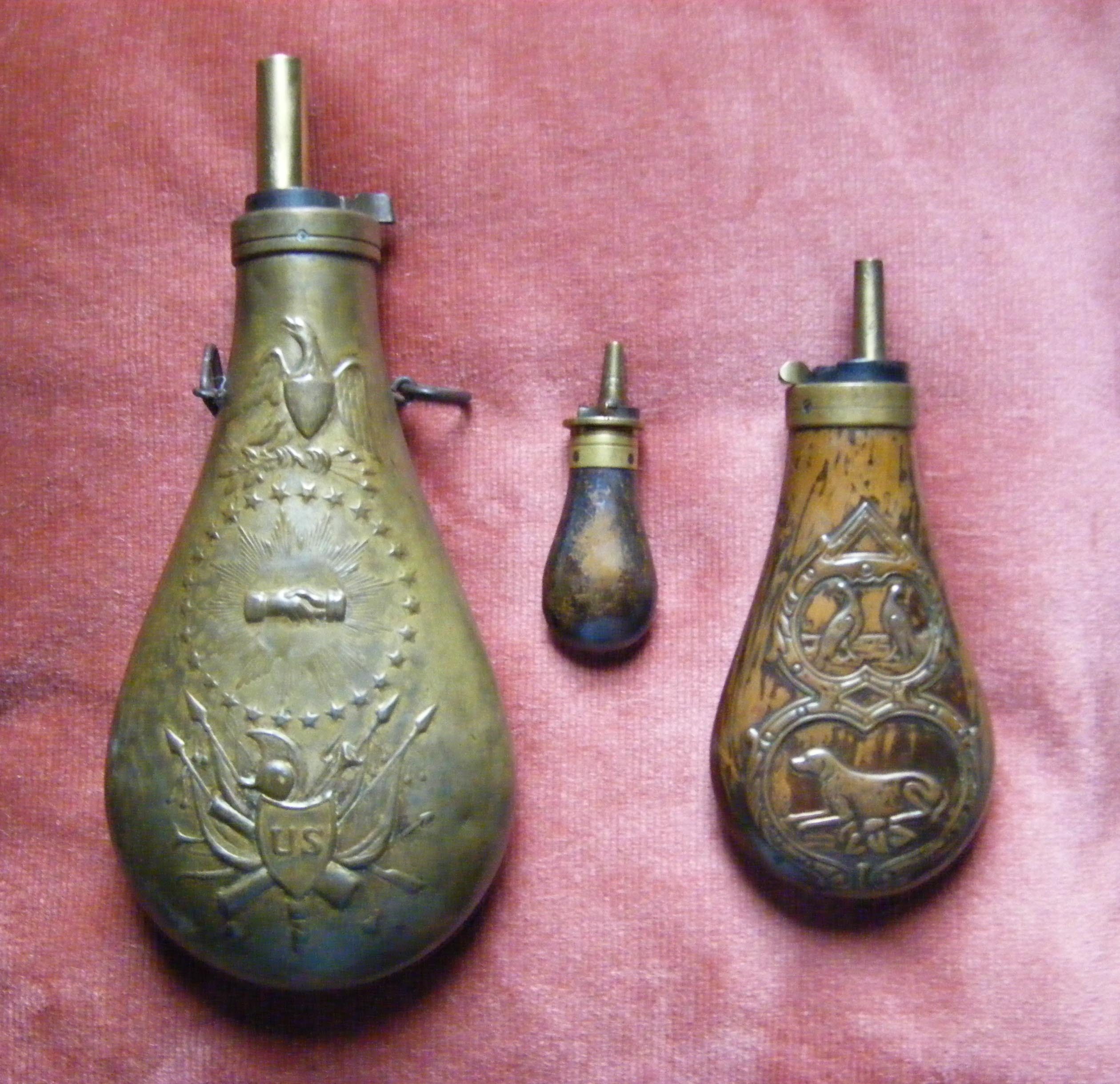
Пороховницы

Пороховни́ца — ёмкость различной формы для хранения и переноски небольшого количества пороха. В горловине обычно имелась мерка для дозирования пороха. Изготавливалась из рога, кожи, дерева, меди, серебра, латуни и других металлов.
Пороховницы часто украшали инкрустацией, резьбой и чеканкой. Существовала с конца XV века и до начала XX века. Пороховница была необходимым атрибутом в снаряжении стрельцов, мушкетёров, казаков и охотников, использующих шомпольные ружья. С внедрением унитарных патронов в конце XIX века необходимость в пороховницах отпала. Пороховница для мелкого затравочного пороха называлась Натру́ска.
Изображение пороховницы используется в геральдике. Например, на гербе Федерального агентства по государственным резервам Российской Федерации, на гербе города Шостка, гербе города Кривой Рог.

## Галерея

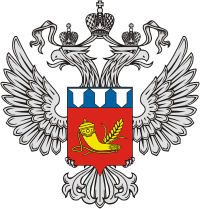
Герб Росрезерва
Герб города Шостка
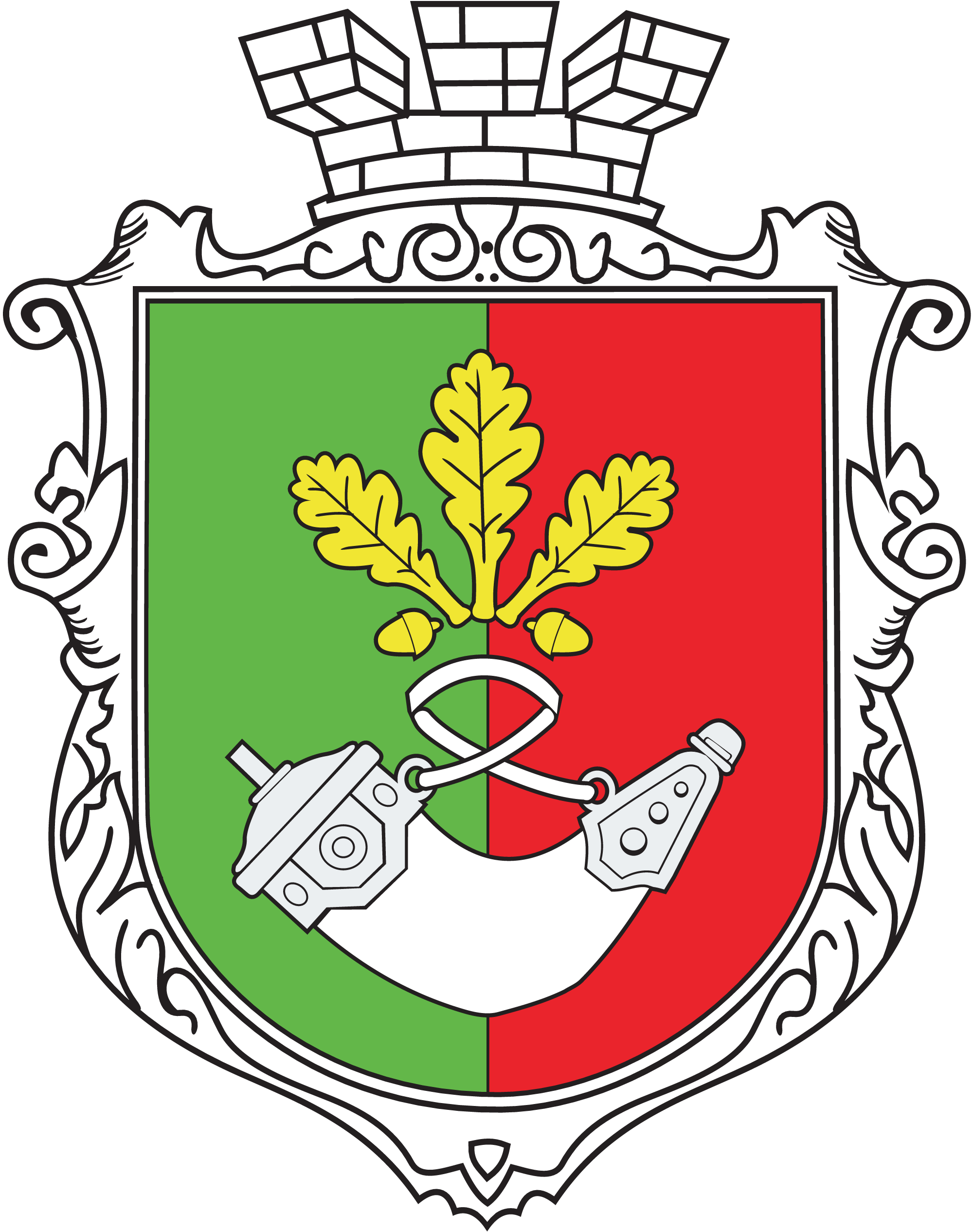
Герб Кривого Рога
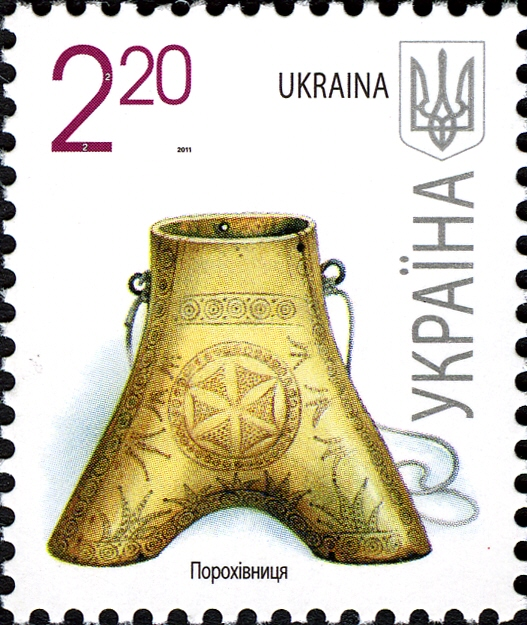
Почтовая марка Украины